# Diocèse de Santa Marta
Le diocèse de Santa Marta (en latin : Dioecesis Sanctae Marthae ; en espagnol : Diócesis de  Santa Marta) est un diocèse de l'Église catholique en Colombie, suffragant de l'archidiocèse de Barranquilla.
Il est le deuxième diocèse fondé sur la terre ferme du continent américain. Durant trois siècles, Santa Marta, Carthagène, Bogota et Popayán sont les uniques circonscriptions ecclésiastiques sur le territoire de l'actuelle Colombie.

## Territoire

Il comprend 17 municipalités du département de Magdalena : Algarrobo, Aracataca, Cerro de San Antonio, Ciénaga, Concordia, El Piñón, El Retén, Fundación, Pedraza, Pivijay, Pueblo Viejo, Remolino, Salamina, Santa Marta, Sitionuevo, Zapayán et Zona Bananera.
Il possède un territoire d'une superficie de 11 333 km2 divisé en 58 paroisses. Le siège épiscopal est dans la ville de Santa Marta où se trouve la cathédrale-basilique du Tabernacle et de Saint-Michel (es) et le sanctuaire dédié à Notre-Dame de Fátima.

## Historique
Le diocèse est érigé le 9 janvier 1534 par une bulle du pape Clément VII avec siège dans la ville de Santa Martasituée dans le gouvernorat de Veragua. Il est nommé suffragant de l'archidiocèse de Séville comme tous les premiers diocèses créés en Amérique entre 1511 et 1546.
Il devient ainsi le deuxième diocèse fondé sur la terre ferme du continent américain après celui de Panama (les premiers diocèses du Nouveau Monde sont érigés en 1511 sur l'île d'Hispaniola avec Saint-Domingue et Concepción et sur l'île de Porto Rico avec San Juan).
Par la bulle Super universas orbis ecclesiae du 12 février 1546, le pape Paul III élève trois diocèses du continent américain au rang d'archidiocèse métropolitain : Lima (dans la vice-royauté du Pérou) ainsi que Saint-Domingue et Mexico (dans la vice-royauté de Nouvelle-Espagne) qui deviennent les trois premiers archidiocèses de l'Empire espagnol en Amérique. À partir de cette date, les diocèses d'Amérique cessent d'être suffragants de l'archidiocèse de Séville et intègrent une de ces trois provinces ecclésiastiques. Le diocèse de Santa Marta rejoint celle de l'archidiocèse de Saint-Domingue.
Lors du consistoire du 11 septembre 1562, le pape Pie IV autorise, à la demande de Philippe II, le transfert du siège, de la cathédrale, du chapitre de chanoines et de la curie dans la ville de Santafé(aujourd'hui Bogota) qui est la capitale du royaume de Nouvelle-Grenade depuis 1549. Par la bulle In suprema dignitatis apostolicae du 22 mars 1564, Pie IV confirme le transfert du siège et l'élève au rang d'archidiocèse métropolitain sous le nom d'archidiocèse de Santafé de Nouvelle-Grenade (aujourd'hui archidiocèse de Bogota).
Le 15 avril 1577, le diocèse de Santa Marta est rétabli en prenant une partie du territoire de l'archidiocèse de Santafé de Nouvelle-Grenade dont Santa Marta devient suffragant. Il le reste jusqu'au 20 juin 1900, date à laquelle il intègre la province ecclésiastique de l'archidiocèse de Carthagène des Indes.
Il cède des parties de son territoire au cours du XXe siècle pour l'érection de nouvelles circonscriptions ecclésiastiques : le 17 janvier 1905 pour le vicariat apostolique de la Guajira, le 2 avril 1928 pour la préfecture apostolique de Río Magdalena (aujourd'hui diocèse de Barrancabermeja), le 1er août 1951 pour la prélature territoriale de Bertrania en el Catatumbo (aujourd'hui diocèse de Tibú)et le 26 octobre 1962 pour le diocèse d'Ocaña.
Le 25 avril 1969, il intègre la province ecclésiastique de l'archidiocèse de Barranquilla en vertu de la constitution apostolique Recta rerum du pape Paul VI. Il cède une partie de son territoire le 17 janvier 2006 pour l'érection du diocèse d'El Banco.

## Évêques
- Liste des évêques de Santa Marta